# Louisville (Kolorado)
Louisville – miasto w Stanach Zjednoczonych, w stanie Kolorado, w hrabstwie Boulder.